# Württembergische Metallwarenfabrik

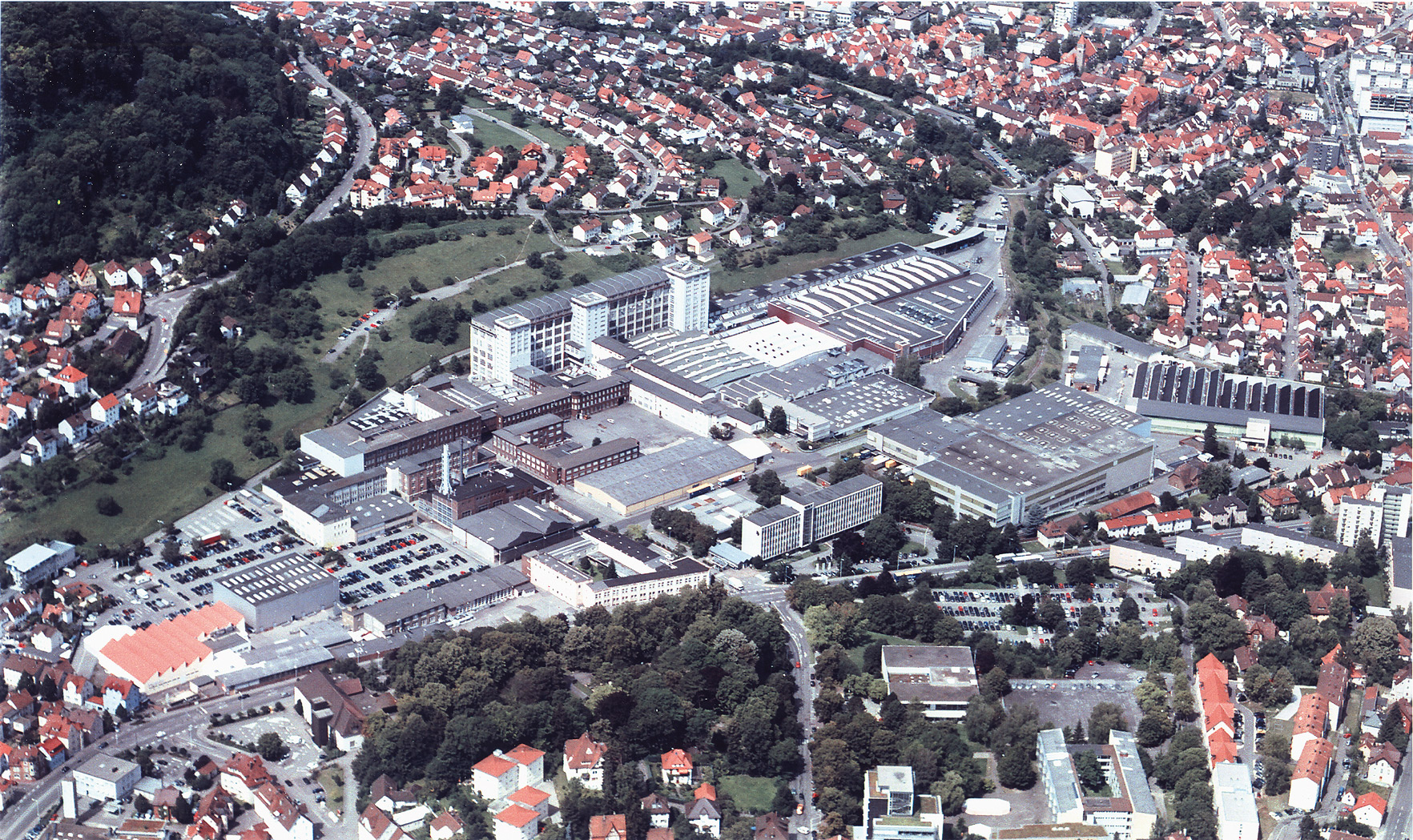

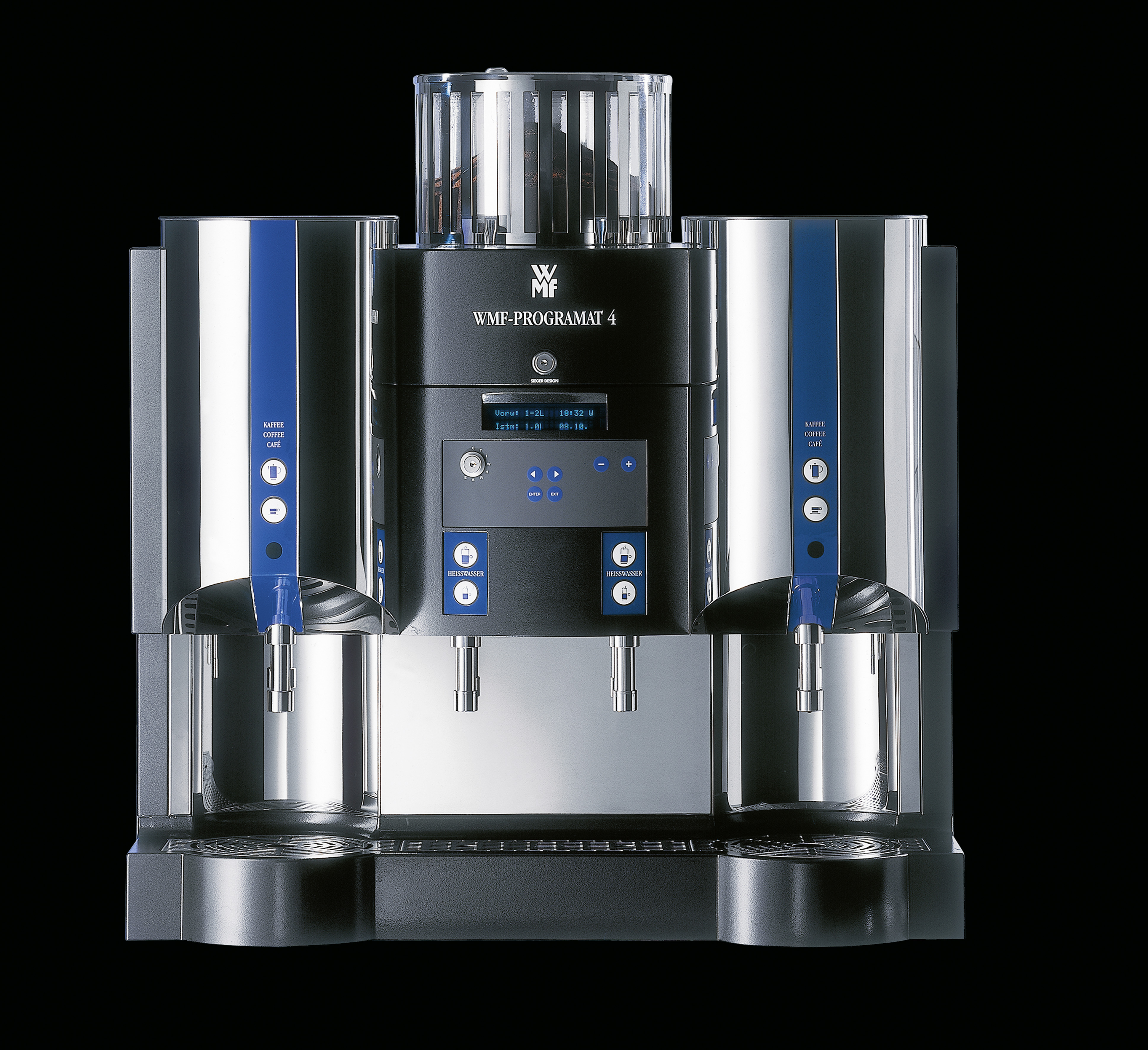
Kaffebryggare, ritad av Dieter Sieger

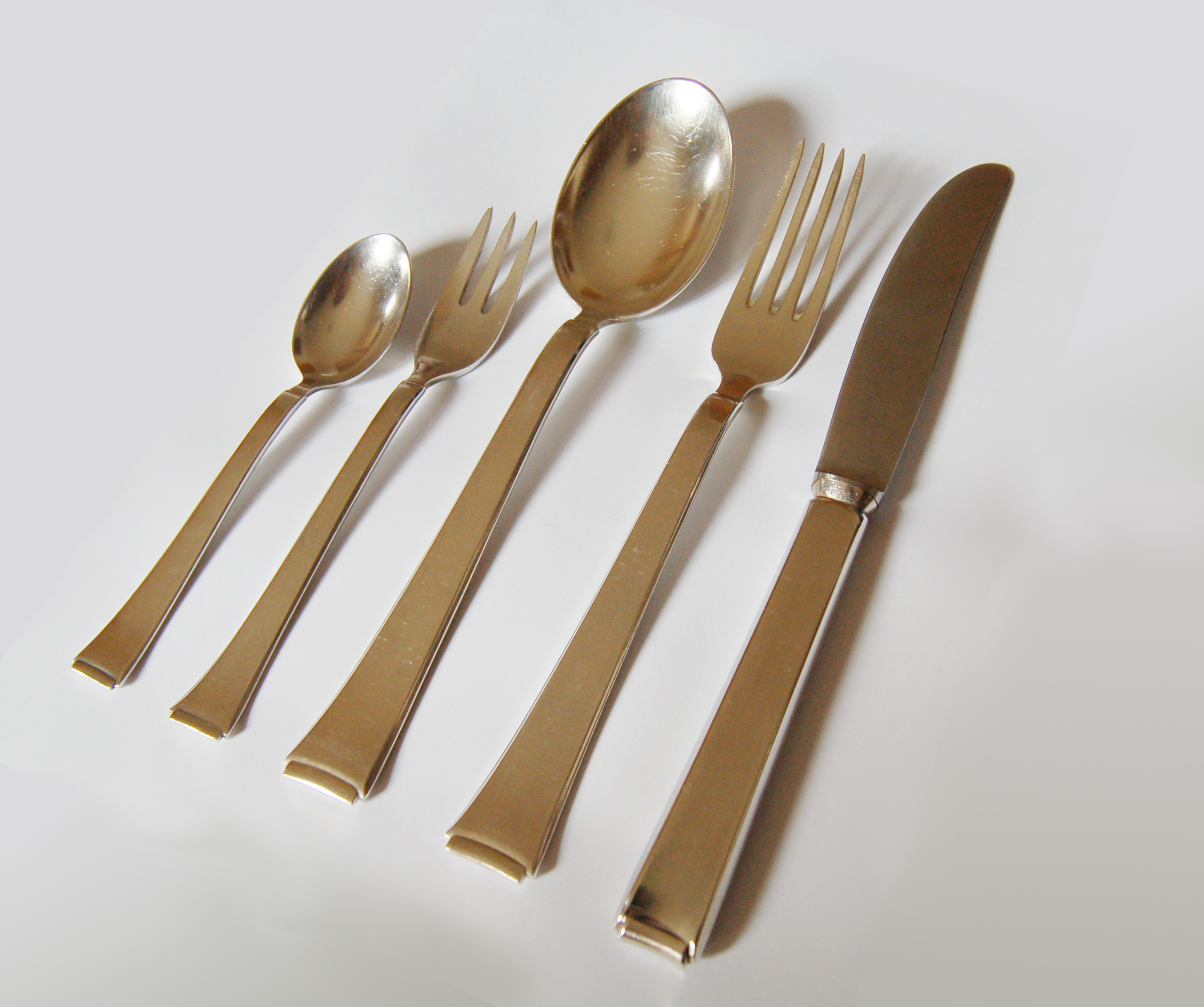
WMF-bestick modell 2500 ritade av Kurt Mayer 1930 och tillverkade från 1932 och framåt.

WMF (Württembergische Metallwarenfabrik) är en tysk tillverkare av matbestick, porslin, glas, kaffemaskiner och andra produkter för hotell och hushåll. Huvudkontoret ligger i Geislingen an der Steige i Baden-Würtemberg. Företaget grundades 1853.
WMF ägs sedan 2016 av det franska företaget Groupe SEB. 